# Данилевський Олександр Семенович
Олександр Семенович Данилевський (28 серпня 1809 р., с. Семеренки Миргородського повіту Полтавської губернії  тепер Великосорочинська сільська громада — 3 квітня 1888) — дворянин, найближчий друг М. Гоголя, директор училищ Полтавської губернії.

## Життєпис
Олександр Семенович Данилевський народився у с. Семеренки Миргородського повіту Полтавської губернії у сім'ї поміщиків Данилевських. Після смерті батька мати вийшла заміж вдруге, і він разом з матір'ю. переїхав разом з матір'ю у помістя вітчима - генерала Василя Івановича Чарниша, якому Олександр став прийомним сином.  Помістя Чарниша знаходилось за шість верст від Василівки. Тут вперше Данилевський у віці семи років познайомився із М.Гоголем. Навчався Данилевський у Зенькові, з 1818 року-у Полтавській гімназії, а з 1822 року - у Ніжинському ліцеї. На деякий час Олександр полишив ліцей і навчався у московському університетському пансіоні. У червні 1828 року Данилевський разом із Гоголем закінчили курс гімназії і вже в грудні цього ж року виїхали у Санкт-Петербург. Данилевський вступив у школу гвардійських підпрапорщиків. У 1831 році О.С. Данилевський залишає школу за станом здоров'я і переїздить на Кавказ до своєї матері. у 1833 році Данилевський знову повертається у Петербург, де вступає на службу у канцелярію Міністерства внутрішніх справ. Через три роки разом з Гоголем він відправляється у подорож закордон - в Париж, Рим. У 1838 році він отримує звістку про смерть матері і повертається. спочатку у своє помістя, а потім у Київ, де служив інспектором 2-го Шляхетного  пансіону при 1-й Київській гімназії до 1848 року. З 1851 по 1861 роки Данилевський був директором  училищ Полтавської губернії. З 1871 по 1874 роки був кандидатом на посаду мирового посередника. На той час Данилевський постійно жив  у с. Аппенське.  Вже у поважному віці ( приблизно 1843)  він одружився із 16-річною  Уляною Григорівною Похвіснєвою - дочкою досить багатого поміщика із сусіднього села  Ганнівки ( нинішня Веретенівка Сумського району).  За кілька років до смерті Олександр Семенович  осліп і помер 3 квітня 1888 року.

## Данилевський, Гоголь і Шевченко
Про Гоголя Олександр Данилевський згадував: "У 1818 році я вступив у полтавську гімназію. Тут після кількох розмов ми згадали один одного( мова йде про Гоголя). Він (Гогоголь) жив із своїм братому вчителя Спасського". За час перебування у Петербурзі Данилевський підтримував близькі  стосунки із всіма ніжинцями, а особливо із М. Гоголем. з яким зустрівся і подружився  у 1822 році, навчаючись у Ніжинському ліцеї.   Саме підтримка Гоголя -і матеріальна, і  моральна - не дала зломитися Данилевському після смерті матері. Листування з Гоголем  не припинялося, коли доля розкидала їх. Коли Данилевський працював у 1-й Київській гімназії, Гоголь писав йому листи з порадами щодо вчителювання. Це трохи охолодило стосунки,  але згодом вони стали такими ж міцними і теплими, аж до самої смерті Гоголя. У своєму ставленні до Гоголя Данилевський завжди зберігав свою самостійність  і щиро любив і поважав свого друга.
Під час навчання 1822-1828 років у Ніжинській гімназії вищих наук князя Безбородька О. А. Данилевський і Т. Г. Шевченко приїхали до Березані, цілком ймовірно, з Лубен. Зустрівшись з Шевченком на Полтавщині, Данилевський міг зацікавити поета розповідями про фольклорні записи та історичні документи, зібрані Лукашевичем, і взявся супроводжувати Шевченка до Березані, тим більше, що це було по дорозі до Києва.
У  травні 1843 року Данилевський і Шевченко разом приїхали в Качанівку до Григорія Степановича Тарновського. Художник віз Тарновському на продаж нещодавно завершену знамениту картину «Катерина».Наприкінці травня Шевченко з Данилевським відвідали сусіднє з Качанівкою село Діхтяри — маєток Григорія Павловича Ґалаґана. Тарас Григорович скористався з дружньої пропозиції Олександра Семеновича поїхати попрацювати в маєтку його вітчима Василя Івановича Чарниша, у село Товсте. Саме там Шевченком були створені портрети, що їх учені назвали «Невідомі» №30. — Це Олександр Данилевський і його дружина Уляна  Похвіснєва.
Відомі факти листування О. С. Данилевського і Пантелеймона Куліша.